# Cô gái đến từ hư vô
Cô gái đến từ hư vô (tiếng Anh: Girl from Nowhere) là một bộ phim truyền hình Thái Lan ra mắt lần đầu năm 2018 do Chicha Amatayakul đóng vai chính. Phim có nội dung xoay quanh Nanno, một cô gái bí ẩn không nguồn gốc danh tính thường xuyên chuyển đến các ngôi trường khác nhau với mục đích vạch trần những câu chuyện đen tối cùng những mặt xấu, sự giả tạo khác nhau của mỗi người.
Bộ phim bao gồm hai mùa với mùa đầu tiên được sản xuất và phát hành vào ngày 8 tháng 8 năm 2018 trên GMM 25 và trên Netflix vào ngày 31 tháng 10 năm 2018, mùa thứ hai được phát hành toàn cầu trên Netflix vào ngày 7 tháng 5 năm 2021 lúc nửa đêm theo giờ Los Angeles.

## Nội dung
Cô gái đến từ hư vô kể về một nữ sinh xinh đẹp tên Nanno, cô là một cô gái vừa quyến rũ lại vừa máu lạnh. Mỗi tập phim thường là những câu chuyện khác nhau, tại các trường học khác nhau, gợi ra những cám dỗ, thói hư tật xấu cùng các vấn nạn xã hội nhức nhối, những vấn đề lớn, đặc biệt với giới trẻ hiện nay đang mắc phải như: bạo lực học đường, đố kỵ, hãm hại bạn học, bắt nạt hậu bối, quan hệ thể chất,...

## Diễn viên
- Chicha Amatayakul trong vai Nanno[5][6]
- Chanya McClory trong vai Yuri (mùa 2)[7]

### Khách mời

#### Mùa 1
| Tập 1       | Tập 1                     |
| Nhân vật    | Diễn viên                 |
| ----------- | ------------------------- |
| Thầy Win    | Chayatha Nakin            |
| Vaew        | Shinaradee Anupongpichart |
| Cô Mali     | Nijsa Suwannapreksachati  |
| Thầy Jib    | Thananon Meesrisong       |
| Hiệu trưởng | Phiphob Kamolketsophon    |
| Thầy Troe   | Tempoom Moolsup           |
| Mei         | Naerunchara Lertprasert   |
| Ing         | Palita Kitiyodom          |
| Num         | Jiraphat Vongruempibool   |
| Wan         | Janpim Rachawangmuang     |
| Cảnh sát    | Saranyu Somsre            |
| Vệ sĩ       | Surakij Natho             |

| Tập 2           | Tập 2                      |
| Nhân vật        | Diễn viên                  |
| --------------- | -------------------------- |
| I-Tim           | Pajaree Nantarat           |
| Taew            | Thitinan Khlangphet        |
| Hok             | Poompat Iam-Samang         |
| Neung           | Nutchapan Paramacharoenroj |
| Chit            | Ratchnon Wasurat           |
| Giáo viên       | Pilasinee Jaroenjitt       |
| Huấn luyện viên | Khomkrit Treewimol         |
| Bạn thân Nanno  | Papichaya Prapatanan       |
| Marco           | Omair O. Malic             |

| Tập 3                | Tập 3                    |
| Nhân vật             | Diễn viên                |
| -------------------- | ------------------------ |
| Mew                  | Chonnikan Netjui         |
| Pui                  | Sornsiri Chawalitworakul |
| Cô Plearn            | Ratchanee Boonyatharokul |
| Hiệu trưởng          | Sran Tongpan             |
| Bố Mew               | Chatcharit Wanitpoonphon |
| Mẹ Mew               | Nitthanit Kulwiroj       |
| Cô gái chuyển trường | Darina Boonchu           |
| Chủ nhà              | Kantinan Pirat           |
| Vệ sĩ                | Wanchart Sirikham        |
| Thiên tài Guitar     | Thanut Aubsantie         |

| Tập 4    | Tập 4                       |
| Nhân vật | Diễn viên                   |
| -------- | --------------------------- |
| Dino     | Natthasit Kotimanaswanich   |
| Pop      | Chatchanan Chantajinda      |
| Tap      | Phakinai Junpiyakul         |
| Whan     | Risa Suzuki                 |
| To       | Thanaphat Waranuphap        |
| Bố Dino  | Nuttapol Kummata            |
| Mẹ Dino  | Sumontha Suanpholhat        |
| Cô Pum   | Arpawee Phurahong Seatapram |

| Tập 5     | Tập 5                   |
| Nhân vật  | Diễn viên               |
| --------- | ----------------------- |
| Hann      | Tatchapol Thitiapichai  |
| Yui       | Chanicha Boonpanuvichit |
| Jer       | Yossawat Sittiwong      |
| Thun      | Thanawan Ngamphron      |
| Giáo viên | Suriyon Saenla          |
| Bác sĩ    | Peeradaj Rangsamran     |

| Tập 6-7     | Tập 6-7                  |
| Nhân vật    | Diễn viên                |
| ----------- | ------------------------ |
| Bam         | Morakot Liu              |
| Chị gái Bam | Chidchanok Chumvan       |
| Good        | Pinsuda Saimai           |
| O           | Pranadal Nateprasertkul  |
| Teng        | Pakapol Srtrongmuang     |
| Người hầu   | Phanisa Kungsadan        |
| Thầy Vinai  | Chaianan Soijumpa        |
| Por         | Chayapat Wiratyosin      |
| Cô gái nhảy | Mullika Saengsiriphaisai |
| Fah         | Thapanitta Kaewphrom     |
| Cherry      | Bonnie Muanfan Mackay    |
| Top         | Nattapas Samroengruang   |
| Pichit      | Rermthon Kemapech        |

| Tập 8           | Tập 8                     |
| Nhân vật        | Diễn viên                 |
| --------------- | ------------------------- |
| TK              | Ekawat Niratvorapanya     |
| Quản gia nhà TK | Lerwith Sangsith          |
| Hiệu trưởng     | Chawakorn Phetsaitip      |
| Giáo viên 1     | Preeyasuda Akkarasrisawad |
| Giáo viên 2     | Sutree Chanachai          |
| Chủ cửa hàng    | Chalanthorn Menakongka    |
| Bố TK           | Poonpipat Rungruengsiri   |
| Người giám hộ   | Chatchai Lekchan          |

| Tập 9    | Tập 9                        |
| Nhân vật | Diễn viên                    |
| -------- | ---------------------------- |
| Koh      | Awat Ratanapintha            |
| Thầy Tor | Anuchit Sapanpong            |
| Suer     | Somjade Theprangsimankul     |
| Sa       | Atchareeya Potipipittanakorn |
| Kaew     | Karntheera Kaosaard          |
| Duang    | Priya Sangkhachinda          |
| Tang     | Chompoopuntip Temtanamongkol |
| Boong    | Kamonporn Kosriyarakwong     |

| Tập 10                     | Tập 10                          |
| Nhân vật                   | Diễn viên                       |
| -------------------------- | ------------------------------- |
| Cô Aum                     | Claudia Chakrabandhu Na Ayudhya |
| Cô Pim                     | Rinrada Pornsombutsatien        |
| Thầy Fon                   | Pantipa Ubonsan                 |
| Thầy Man                   | Suchet Rattananon               |
| Thầy Kwan                  | Suthakorn Srisawas              |
| Thầy Jade                  | Thanisorn Mungkronbunmasak      |
| Hiệu trưởng                | Soontorn Meesri                 |
| Atom                       | Dechatorn Wasurat               |
| Chin                       | Chisanupong Sakunnanthiphat     |
| Ball                       | Pisarnsin Korsanan              |
| Thu ngân cửa hàng tiện lợi | Thanissara Lappatharanon        |

| Tập 11           | Tập 11                    |
| Nhân vật         | Diễn viên                 |
| ---------------- | ------------------------- |
| Ying             | Apasiri Kittithanon       |
| Hiệu trưởng      | Piyathida Mitrteeraroj    |
| Gade             | Punyapa Srathdatip        |
| Cherry           | Ployyukhon Rojjanatrakul  |
| Lilly            | Patamaporn Jantawong      |
| Chompoo          | Penpitcha Chaiyasert      |
| Chompoo (sau đó) | Sirada Hathaiwuttipong    |
| Jane             | Ratdaporn Cheung          |
| Kim              | Supawadee Pitakworarat    |
| Fah              | Tanyarath Wongsavat       |
| Um               | Thanisorn Jirawatthnaphan |
| Wi               | Chayathanus Saradatta     |
| New              | Tisha Wongpimonporn       |

| Tập 12-13 | Tập 12-13               |
| Nhân vật  | Diễn viên               |
| --------- | ----------------------- |
| Thap/Tan  | Kunchanuj Kengkarnka    |
| Fong      | Nutnicha Luanganunkun   |
| Chai      | Khitchaphoom Thanarphat |
| Bell      | Supavee Palisriroj      |
| Proud     | Thitichaya Chiwpreecha  |
| Kai       | Atikhun Adulpocatorn    |
| Meng      | Nath Owarang            |
| Wit       | Kongkid Visessiri       |
| Shorty    | Chettapat Kueankaeo     |

#### Mùa 2
| Tập 1          | Tập 1                   |
| Nhân vật       | Diễn viên               |
| -------------- | ----------------------- |
| Nanai          | Teeradon Supapunpinyo   |
| Petch          | Theerarat Wongchuen     |
| Jeng           | Sadanon Durongkaveroj   |
| Lookmhee       | Karnpicha Pongpanit     |
| Pin            | Apiradee Phantusintu    |
| Thợ chụp ảnh   | Nautthakan Banyarn      |
| Giáo viên Muay | Jirah Krittayapong      |
| Bố Nanai       | Prapon Sahavongcharoen  |
| Mẹ Nanai       | Kaneugnooch Choodornwai |

| Tập 2                           | Tập 2                      |
| Nhân vật                        | Diễn viên                  |
| ------------------------------- | -------------------------- |
| Giáo viên Nareumon Trisiriwimol | Penpak Sirikul             |
| Giáo viên Linda                 | Natda Chawawanid           |
| Hiệu trưởng                     | Surapol Poonpiriya         |
| Nareumon (lúc trẻ)              | Orranat Meeklai            |
| Ruethai (lúc trẻ)               | Jarusri Sukrajun           |
| Punjan                          | Theerameth Pheerabawornsuk |
| Namneung                        | Jinjutha Korkitthavron     |

| Tập 3     | Tập 3                   |
| Nhân vật  | Diễn viên               |
| --------- | ----------------------- |
| Minnie    | Patricia Tanchanok Good |
| Bố Minnie | Sahajak Boonthanakit    |
| Bố Ploen  | Adisak Treesirikasem    |
| Mẹ Ploen  | Pijika Jittaputta       |

| Tập 4    | Tập 4                   |
| Nhân vật | Diễn viên               |
| -------- | ----------------------- |
| Nana     | Thasorn Klinnium        |
| Tubtim   | Apichaya Phanichtrakool |
| Meen     | Jidapa Sae-eiab         |

| Tập 5       | Tập 5                 |
| Nhân vật    | Diễn viên             |
| ----------- | --------------------- |
| Kaye/K      | Bhumibhat Thavornsiri |
| Hiệu trưởng | Chalee Immak          |

| Tập 6       | Tập 6                   |
| Nhân vật    | Diễn viên               |
| ----------- | ----------------------- |
| Giáo viên A | Patharawarin Timkul     |
| Giáo viên B | Chutima Teepanat        |
| Hiệu trưởng | Vutichai Srisantiroj    |
| Mie         | Sujitra Hemhiran        |
| Jelly       | Phromporn Phrommapirom  |
| New         | Ratchanon Aungsirisawat |

| Tập 7      | Tập 7                  |
| Nhân vật   | Diễn viên              |
| ---------- | ---------------------- |
| Jenny X    | Phantira Pipityakorn   |
| Bố Jenny X | Supoj Pongpancharoen   |
| Mẹ Jenny X | Nipawan Taweepornsawon |

| Tập 8          | Tập 8          |
| Nhân vật       | Diễn viên      |
| -------------- | -------------- |
| Giáo viên Waan | Yarinda Bunnag |
| Junko          | Ploy Sornarin  |

## Danh sách tập phim
| Mùa | Mùa | Số tập | Số tập | Phát hành gốc      | Phát hành gốc        | Phát hành gốc |
| Mùa | Mùa | Số tập | Số tập | Phát hành lần đầu  | Phát hành lần cuối   | Network       |
| --- | --- | ------ | ------ | ------------------ | -------------------- | ------------- |
|     | 1   | 13     | 13     | 8 tháng 8 năm 2018 | 31 tháng 10 năm 2018 | GMM 25        |
|     | 2   | 8      | 8      | 7 tháng 5 năm 2021 | 7 tháng 5 năm 2021   | Netflix       |

### Mùa 1 (2018)
| TT. tổng thể | TT. trong mùa phim | Tiêu đề                       | Đạo diễn                      | Ngày phát hành gốc   |
| --- | ------------------ | ----------------------------- | ----------------------------- | -------------------- |
| 1 | 1                  | "Sự thật xấu xí"              | Pairach Khumwan               | 8 tháng 8 năm 2018   |
| Một ngôi trường đạt danh hiệu "Trường học trong sạch nhất năm", nơi khai sinh phương pháp thiền giúp học sinh tập trung hơn, liệu có thật sự trong sạch như vẻ bề ngoài? Nanno đã chuyển đến đây để vạch trần sự thật ẩn sau ngôi trường này. |                    |                               |                               |                      |
| 2 | 2                  | "Những lời xin lỗi"           | Sitisiri Mongkholsiri         | 15 tháng 8 năm 2018  |
| Mọi nam sinh, nhất là bộ ba bóng rổ của trường luôn muốn lợi dụng Nanno trong khi mọi nữ sinh, nhất là hai cô bạn cùng bàn Nanno luôn ganh ghét và đố kỵ với cô. Cả năm bắt tay đưa Nanno vào cái bẫy chúng tạo ra, nhưng cô luôn đi trước một bước và khiến tất cả phải khiếp đảm và sợ hãi.                                                          |                    |                               |                               |                      |
| 3 | 3                  | "Chiến tích"                  | Apiwat Supateerapong          | 22 tháng 8 năm 2018  |
| Học trong một ngôi trường mà xung quanh toàn là thiên tài, Mew luôn cảm thấy mình là kẻ ngu dốt và lạc lõng - nhất là khi cô bạn thân Pui cũng là một thiên tài. Đúng lúc đó, Nanno xuất hiện và chỉ cho Mew một con đường giúp cô thành công. |                    |                               |                               |                      |
| 4 | 4                  | "Xã hội thượng lưu"           | Khomkrit Treewimol            | 29 tháng 8 năm 2018  |
| Dino là một cậu bạn tưởng chừng như có tất cả: ngoại hình tốt, học lực giỏi, nhà giàu và được bạn bè nể phục. Thế nhưng cậu có một bí mật vô cùng lớn đủ để hủy diệt cậu. Nanno sẵn sàng giúp cậu giữ kín bí mật này nhưng với một cái giá vô cùng đắt.                                                                                                |                    |                               |                               |                      |
| 5 | 5                  | "Tình yêu mạng xã hội"        | T-Thawat Taifayongvichit      | 5 tháng 9 năm 2018   |
| Han là một hot boy MXH và cậu thích được chú ý. Han được ghép cặp với Nanno tạo thành một đôi và có một câu chuyện tình yêu học đường rất được ngưỡng mộ. Mọi chuyện sẽ chẳng có gì nếu như Han vốn dĩ đã có bạn gái nhưng vẫn chấp nhận thành người yêu Nanno.                                                                                        |                    |                               |                               |                      |
| 6 | 6                  | "Bức tường kì diệu, phần 1"   | Jatuphong Rungrueangdechaphat | 12 tháng 9 năm 2018  |
| Bam, quản lý đội bóng trường vô cùng ghen tức với đồng quản lý Nanno, nhất là khi mọi ánh mắt của đám con trai trong đội bóng, đặc biệt là O (người Bam yêu thầm), luôn hướng về Nanno. Chính vì thế, Bam đã trút sự tức giận của mình bằng cách viết lên bức tường trong nhà vệ sinh và mọi rắc rối bắt đầu vào lúc đó.                               |                    |                               |                               |                      |
| 7 | 7                  | "Bức tường kì diệu, phần 2"   | Jatuphong Rungrueangdechaphat | 19 tháng 9 năm 2018  |
| Học sinh toàn trường đã biết về bức tường trong nhà vệ sinh và bắt đầu sử dụng nó để trả thù những người họ căm ghét. Khi thấy mọi chuyện đã đi quá xa, Bam hối hận vô cùng nhưng có thể đã quá muộn để vãn hồi. |                    |                               |                               |                      |
| 8 | 8                  | "Mất đi và tìm lại"           | Sivawut Sewatanon             | 26 tháng 9 năm 2018  |
| TK là một cậu trai có thói quen ăn cắp đồ của người khác. Khi chuyển đến trường mới, cô bạn Nanno đã khuyến khích cậu tiếp tục làm điều đó. Nhưng sau tất cả, TK làm vậy cũng chỉ vì thiếu vắng tình thương từ cha mình và cậu luôn muốn gặp lại ông.                                                                                                  |                    |                               |                               |                      |
| 9 | 9                  | "Cạm bẫy"                     | Jatuphong Rungrueangdechaphat | 3 tháng 10 năm 2018  |
| Một buổi chiều, cả trường bỗng náo loạn vì tin một kẻ giết người đã trốn khỏi nhà tù và đang khủng bố trường học. Một nhóm học sinh và giáo viên vô tình trốn cùng một nơi đã phát sinh mâu thuẫn và đỉnh điểm là một học sinh đã chết. Vậy ai là hung thủ thật sự, là kẻ giết người trốn trại hay là một người trong nhóm kia?                        |                    |                               |                               |                      |
| 10 | 10                 | "Cảm ơn cô giáo"              | Varayu Rukskul                | 10 tháng 10 năm 2018 |
| Cô Aum là một giáo viên tận tâm với nghề, tuy nhiên sự nghiêm khắc đã khiến cô không được các học sinh ưa. Hiệu trưởng đã khuyên cô nên thay đổi cách giảng dạy để học sinh có cảm tình hơn với cô, thế nhưng áp lực từ công việc và sự ngoại tình từ chồng đã khiến cô vượt quá giới hạn chịu đựng của mình.                                          |                    |                               |                               |                      |
| 11 | 11                 | "Thứ bậc"                     | Chai-A-Nan Soijumpa           | 17 tháng 10 năm 2018 |
| Nanno chuyển tới một ngôi trường xếp hạng không dựa vào học lực hay giải thưởng, mà dựa vào sắc đẹp. Bạn cùng bàn của Nanno, "Thập công chúa" Ying vô cùng ghen tức khi thấy Nanno đá mình ra khỏi Top 10. Cô tận sức giành lại vị trí của mình, và hơn nữa là đứng đầu bảng. Ying dùng tất cả mọi cách, kể cả mưu hèn kế bẩn để đạt được mục đích đó. |                    |                               |                               |                      |
| 12 | 12                 | "Mãi mãi là bạn thân, phần 1" | Khomkrit Treewimol            | 24 tháng 10 năm 2018 |
| Sau 12 năm, lớp 12-1 tổ chức buổi hội ngộ với sự tham dự của tất cả học sinh cũ trong lớp. Khi đang mở hòm kỷ vật được cả lớp cùng nhau chôn xuống 12 năm trước, mọi người phát hiện một thứ được bỏ thêm vào, và từ đó họ bỗng nhớ lại về một học sinh cũ có biệt danh "Nanno tâm thần" từng chuyển tới học vào kỳ 2 năm lớp 10.                      |                    |                               |                               |                      |
| 13 | 13                 | "Mãi mãi là bạn thân, phần 2" | Khomkrit Treewimol            | 31 tháng 10 năm 2018 |
| Nanno vạch trần sự thật về quá khứ năm xưa tại trường và trừng phạt tất cả mọi người trong lớp bằng cách xé rách mặt nạ của từng cựu học sinh một. Cuối cùng, không có ai được nhận lấy kết cục tốt đẹp. |                    |                               |                               |                      |

### Mùa 2 (2021)
| TT. tổng thể | TT. trong mùa phim | Tiêu đề                 | Đạo diễn                                 | Ngày phát sóng gốc |
| --- | ------------------ | ----------------------- | ---------------------------------------- | ------------------ |
| 14 | 1                  | "Có thai"               | Pairach Khumwan                          | 7 tháng 5 năm 2021 |
| Nanai là một nam sinh có ngoại hình ưu tú, thành tích giỏi giang, nhưng cậu ta lại có sở thích là dụ dỗ các nữ sinh lên giường với mình và đến khi họ mang thai thì "bỏ của chạy lấy người". Nanno đã xuất hiện và khiến cậu ta có một bài học không thể nào quên được.                                                                                     |                    |                         |                                          |                    |
| 15 | 2                  | "Tình yêu đích thực"    | Khomkrit Treewimol                       | 7 tháng 5 năm 2021 |
| Do thiếu kinh phí hoạt động, một trường nữ sinh đã phải sáp nhập vào trường nam sinh, và cô Nareumon không hề thích điều này. Cô tạo ra hàng loạt quy tắc nhằm ngăn cản các nữ sinh và nam sinh tương tác. Nanno đã chống lại những quy tắc này và chỉ cho học sinh toàn trường cũng như các giáo viên cách lách luật bằng một ứng dụng trò chuyện ẩn danh. |                    |                         |                                          |                    |
| 16 | 3                  | "Minnie và bốn thi thể" | Pairach Khumwan                          | 7 tháng 5 năm 2021 |
| Minnie là một cô tiểu thư "nhà mặt phố, bố làm to", hơn nữa mỗi khi bản thân gây chuyện đều được cha mình giải quyết ổn thỏa, chính vì vậy cô ta chưa từng phải đối mặt với bất kỳ hậu quả nào, cho đến ngày cô đã gây ra một tai nạn khủng khiếp khiến bốn người bạn cùng lớp bị sát hại.                                                                  |                    |                         |                                          |                    |
| 17 | 4                  | "Yuri"                  | Sitisiri Mongkholsiri                    | 7 tháng 5 năm 2021 |
| Yuri là một cô nữ sinh nghèo, chính vì vậy cô chấp nhận làm tay sai cho hai cô bạn nhà giàu cùng lớp. Nanno xuất hiện và giúp đỡ Yuri xử gọn 2 cô nữ sinh kia, thế nhưng lần này có lẽ Nanno đã gặp được đối thủ đáng gờm. |                    |                         |                                          |                    |
| 18 | 5                  | "SOTUS"                 | Khomkrit Treewimol                       | 7 tháng 5 năm 2021 |
| Một nhóm học sinh cuối cấp, đứng đầu là Kaye, đã tổ chức một buổi chào đón các học sinh mới nhưng bằng những cách thức vô cùng ghê tởm đến nỗi gây ra án mạng. Bị đuổi khỏi trường cũ, 3 tháng sau cậu ta nhập học ở một trường mới, và hình phạt mà Nanno dành cho cậu ta chính thức bắt đầu.                                                              |                    |                         |                                          |                    |
| 19 | 6                  | "Trả tự do"             | Paween Purijitpanya & Surawut Tungkharak | 7 tháng 5 năm 2021 |
| Nội quy trường Pantanawittaya buộc các học sinh phải tuân thủ nghiêm ngặt, nếu ai không chấp hành sẽ bị trừng trị nghiêm khắc, nhưng Nanno không thích điều này và vi phạm càng nhiều càng tốt. |                    |                         |                                          |                    |
| 20 | 7                  | "Jenny-X"               | Jatuphong Rungrueangdechaphat            | 7 tháng 5 năm 2021 |
| Jenny-X, một streamer nổi tiếng trên Facebook, luôn phải chịu áp lực kiếm tiền từ bố mẹ và muốn được thoát khỏi điều đó. Mọi thứ thay đổi khi Nanno xuất hiện và giúp đỡ cô. |                    |                         |                                          |                    |
| 21 | 8                  | "Phán quyết"            | Khomkrit Treewimol                       | 7 tháng 5 năm 2021 |
| Cô Waan đã đăng tải thông tin về bệnh máu khó đông của con gái mình - Junko - lên mạng và nhận được rất nhiều tiền để chữa bệnh cho con. Thế nhưng khi Nanno tới đây, cô tỏ ra nghi ngờ điều này. Vậy sự thật đằng sau bệnh tình của Junko là gì? Tại sao cô Waan lại làm vậy? Kết quả của cuộc chiến giữa Nanno và Yuri sẽ ra sao?                         |                    |                         |                                          |                    |

## Sản xuất
Từ cuối năm 2016, GMM Grammy đã hợp tác với công ty quảng cáo Thái Lan SOUR Bangkok để sản xuất Girl From Nowhere. Trong số ba ý tưởng cho loạt phim mới, đề xuất của Damisa Ongsiriwattana đã được chọn với nội dung là câu chuyện về một nữ sinh bí ấn thường xuyên chuyển đến nhiều trường học khác nhau. Ý tưởng này xuất phát từ sự yêu thích của Ongsiriwattana đối với bộ anime Sứ giả địa phủ và quyết định tạo ra một bộ phim kết hợp giữa thể loại hồi hộp và giả tưởng; đồng thời cũng nói rằng ở Thái Lan chưa có một bộ phim nào có những đặc điểm này.
Cốt truyện của loạt phim ngoài ra cũng được lấy cảm hứng từ Black Mirror, trong đó mỗi tập sẽ là một câu chuyện riêng và khác nhau, nhưng Ongsiriwattana lại hướng câu chuyện từ quan điểm của nữ quyền, theo đó truyện phim dựa trên một trường hợp có thật của một nữ sinh trung học bị "trêu chọc, bắt nạt và thậm chí là cưỡng hiếp".

## Đón nhận
Ở thời điểm ra mắt phần hai của bộ phim, tác phẩm đã đạt vị trí thứ nhất trên bảng xếp hạng các chương trình Netflix được xem nhiều lần lượt ở Thái Lan, Việt Nam và Philippines, đồng thời cũng lọt top 10 tại các quốc gia khác như Brasil. Bộ phim được đánh giá cao bởi cách kể chuyện độc đáo và việc sử dụng xã hội trung học hiện đại làm bối cảnh cho phim.

## Giải thưởng

### Giải thưởng quốc tế London
| Năm  | Hạng mục                                                         | (Người) đề cử                                                           | Kết quả |
| ---- | ---------------------------------------------------------------- | ----------------------------------------------------------------------- | ------- |
| 2018 | Giải vàng cho Kịch bản hay nhất của một chương trình truyền hình | Tinnapat Banyatpiyapoj, Kongdej Jaturanrasamee và Aticha Tanthanawigrai | Thắng   |

### Giải thưởng Adman
| Năm  | Hạng mục                              | (Người) đề cử              | Kết quả |
| ---- | ------------------------------------- | -------------------------- | ------- |
| 2018 | Giải đồng cho chiến dịch truyền thông | GMM Grammy và SOUR Bangkok | Thắng   |
| 2018 | Giải bạc cho Ad That Works            | GMM Grammy và SOUR Bangkok | Thắng   |

### Giải thưởng B.A.D
| Năm  | Hạng mục                                                         | (Người) đề cử              | Kết quả |
| ---- | ---------------------------------------------------------------- | -------------------------- | ------- |
| 2018 | Giải vàng cho loạt phim hay nhất                                 |                            | Thắng   |
| 2018 | Giải vàng cho thương hiệu nội dung giải trí tốt nhất             | GMM Grammy và SOUR Bangkok | Thắng   |
| 2018 | Giải vàng cho chiến dịch marketing qua mạng xã hội hiệu quả nhất | GMM Grammy và SOUR Bangkok | Thắng   |

### Adfest
| Năm  | Hạng mục                      | (Người) đề cử | Kết quả |
| ---- | ----------------------------- | ------------- | ------- |
| 2019 | Giải vàng cho Effective Lotus | SOUR Bangkok  | Thắng   |

### Asia Contents Award
| Năm  | Hạng mục                 | (Người) đề cử | Kết quả |
| ---- | ------------------------ | ------------- | ------- |
| 2021 | Sáng tạo xuất sắc        |               | Đề cử   |
| 2021 | Phim trực tuyến xuất sắc |               | Đề cử   |
| 2021 | Series châu Á xuất sắc   |               | Thắng   |